# Peter Hertmans
Peter Hertmans (Gent, 10 april 1960) is een Belgisch jazzgitarist, componist en arrangeur. Als muzikant met Europese faam heeft hij in diverse formaties gespeeld, waaronder Greetings From Mercury en Ode For Joe.
Hertmans studeerde notenleer en piano aan de muziekacademie te Gentbrugge en volgde jazzgitaarles bij Paolo Radoni (1980) en Wim Overgaauw (1993-1994).
In 1981 speelde hij in een kwartet met Erik Vermeulen samen met Dré Pallemaerts en Jean-Louis Rassinfosse of Philippe Aerts en Jan de Haas. In 1987 stond hij op Jazz Middelheim met het Jan de Haas Quintet.
In de periode tussen 1985 en 1988 trad hij vaak op met het BRT-Jazz Orkest en de BRT Jazz Combo.
Waiting, zijn eerste cd met eigen composities, kwam er in 1993. Op dit album speelden Billy Hart, John Ruocco en Hein van de Geyn mee. Rond dezelfde tijd begon zijn samenwerking met Jeroen Van Herzeele, met wie hij 6 cd’s opnam.
Met de groep Ode for Joe bracht Peter Hertmans een eerbetoon aan de muziek van Joe Henderson. Met Greetings from Mercury nam hij samen met Stéphane Galland, Otti Van der Werf, Steven Segers en Michel Andina vier 4 cd’s op, en die groep was ook te zien op Jazz Middelheim 1999.
Andere grote namen uit de jazzwereld met wie hij ooit samenspeelde of optrad, zijn Toots Thielemans, Philip Catherine, Slide Hampton, Jean-Louis Rassinfosse, Bert Joris, Bruno Castellucci, Phil Abraham, Frank Vaganée, Erwin Vann en Charlie Mariano.
Naast zijn carrière als muzikant is Hertmans ook als docent verbonden aan het Leuvense Lemmensinstituut en aan het Koninklijk Conservatorium Brussel.
Broer van de schrijver Stefan Hertmans.

## Albums (selectie)
- 'Waiting' (1993), Peter Hertmans Quartet (Timeless Records)
- 'Ode For Joe' (1995), met Jeroen Van Herzeele (Igloo)
- 'Buddies' (1997), met Marco Locurcio (VKH Tonesetters)
- 'Caribbean Fire Dance' (1999), Ode For Joe (WERF)
- 'Restless' (1999) met J-P Catoul, Michel Herr, Michel Hatzigeorgiou en Bruno Castellucci (Quetzal Records)
- 'The other side' (2004) Peter Hertmans trio (Quetzal Records)
- 'Stone Sculpture' (2006) met Erwin Vann, Nic Thys en Billy Hart (Mognomusic)
- 'Cadences' (2008), Peter Hertmans 4tet (Mognomusic)
- 'Sous les grands arbres' (2013), met Alexandre Furnelle (Quetzal records)
- 'Dedication' (2015) (WERF)
- 'Akasha' (2018) met Benoît Sourisse en André Charlier (Gemini records)
- 'Open de deur van het gedicht' (2019), Luisterboek met Stefan Hertmans, Ronny Verbiest (HKM)